# Bösingen (powiat Rottweil)
Bösingen – miejscowość i gmina  w Niemczech, w kraju związkowym Badenia-Wirtembergia, w rejencji Fryburg, w regionie Schwarzwald-Baar-Heuberg, w powiecie Rottweil, wchodzi w skład związku gmin Villingendorf. Leży ok. 10 km na północ od Rottweil.
Dzielnica gminy to Herrenzimmern.